# Molophilus jenseni
Molophilus jenseni är en tvåvingeart som beskrevs av Alexander 1924. Molophilus jenseni ingår i släktet Molophilus och familjen småharkrankar. Inga underarter finns listade i Catalogue of Life.